# Basílica Santuario Nacional de Nuestra Señora de la Caridad del Cobre
La Basílica Menor Santuario Nacional de Nuestra Señora de la Caridad del Cobre, más conocida como Santuario del Cobre es uno de los sitios religiosos más venerados por el pueblo cubano, donde se honra la imagen original de la Virgen de la Caridad del Cobre, la advocación mariana Patrona de Cuba, rodeada de leyendas durante más de cuatro siglos, entre ellas su aparición milagrosa en la bahía de Nipe en 1612. Llegados de diferentes territorios de la nación, los fieles buscan en la Virgen Patrona de Cuba, el consuelo espiritual, la solución de sus anhelos y problemas que afectan al ser humano.

Año con año el 8 de septiembre se llevan a cabo las fiestas en honor a la Virgen Nuestra Señora de la Caridad del Cobre en la actual Villa del Cobre. El 10 de mayo de 1916 el Papa Benedicto XV la nombró Santa Patrona de Cuba y en 1977 el Papa Pablo VI elevó el Santuario a Basílica. La construcción de la Basílica cuenta con una fachada simétrica y posee tres naves, entre éstas, la cúpula, las naves laterales están rematadas por torres donde se enseñorean campanarios en un nivel más bajo.
La Villa del Cobre, fundada en 1598 para quienes trabajarían en las Minas de Cobre, a 16 kilómetros de la ciudad de Santiago de Cuba. 
Cuentan que por ahí de 1610 los trabajadores de la mina requerían de la sal para conservación de la carne y otros alimentos. En busca de la sal, salieron en un pequeño bote rumbo a la Bahía de Nipe los hermanos Rodrigo y Juan Hoyos acompañados de Juan Moreno, su esclavo. En el camino irrumpió una tormenta, Juan Moreno sacó su medallita de la Virgen María y comenzó a orarle para pedirle con gran devoción que los ayudara a librar la tempestad, al mirarlo los hermanos Hoyos se le unieron en los rezos y la tormenta cesó. Los tres festejaban, cuando a lo lejos miraron algo que flotaba, decidieron acercarse y vieron a una muñequita sobre una tablilla de madera con sus ropas secas y una leyenda que decía: Soy la Virgen de la Caridad.
Los tres tomaron la estatuilla rumbo a la ciudad de Barajagua, donde se la mostraron a un funcionario gubernamental llamado Don Francisco Sánchez de Moya, quien luego ordenó que se construyera una pequeña capilla en su honor. Sin embargo, no fue sino hasta que una joven llamada Apolonia se encontró con la estatua en lo alto de una pequeña colina, donde se le erigió una iglesia en una colina a la que no era tan fácil acceder, considerándosele así un destino de peregrinación para recibir los milagros de la Virgen de la Caridad. 
Es muy común pedírsele a la Virgen milagros de amor, encendiéndole velas naranjas cada luna llena y ofrendándole girasoles mes a mes.

## Galería

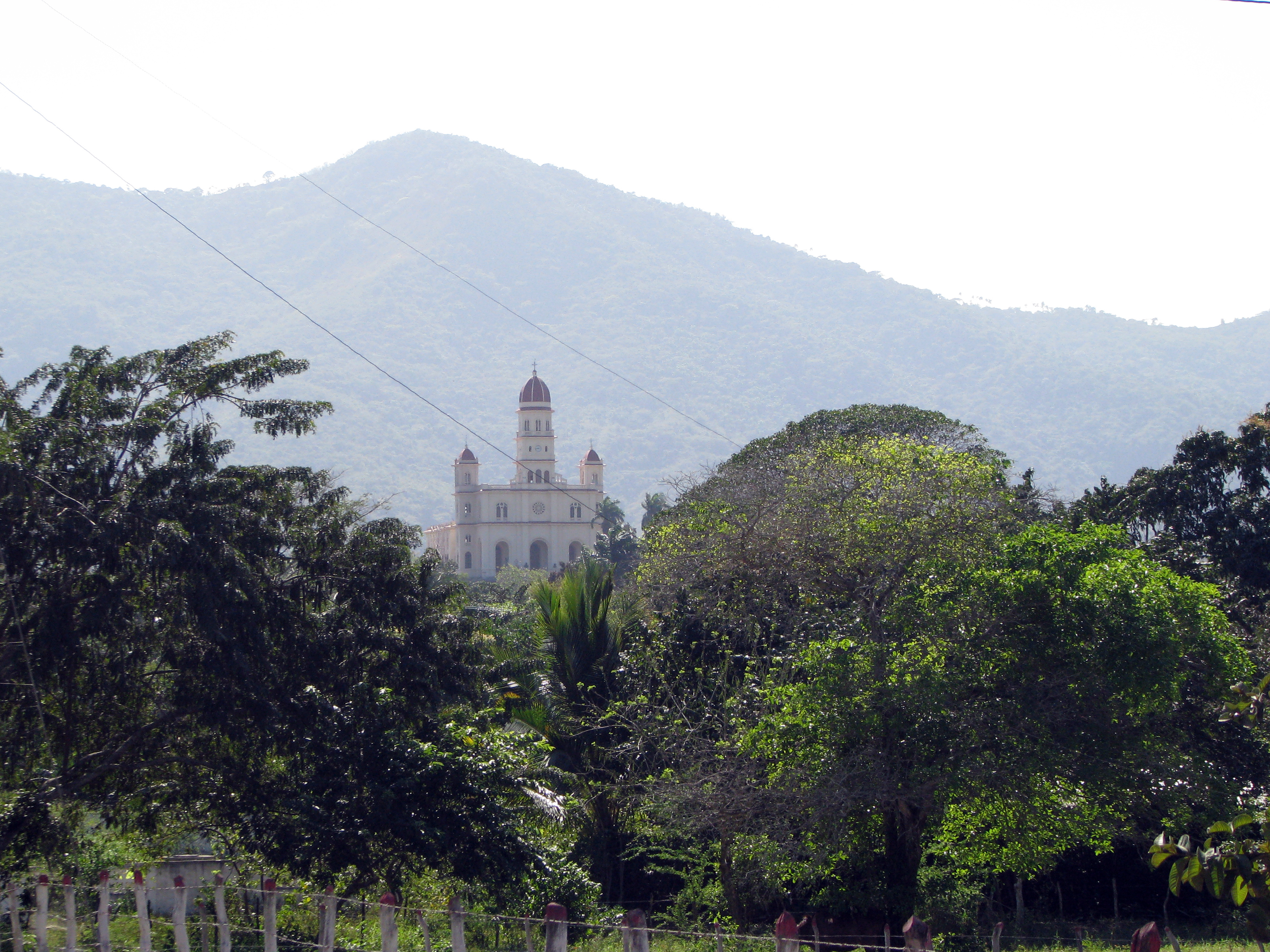
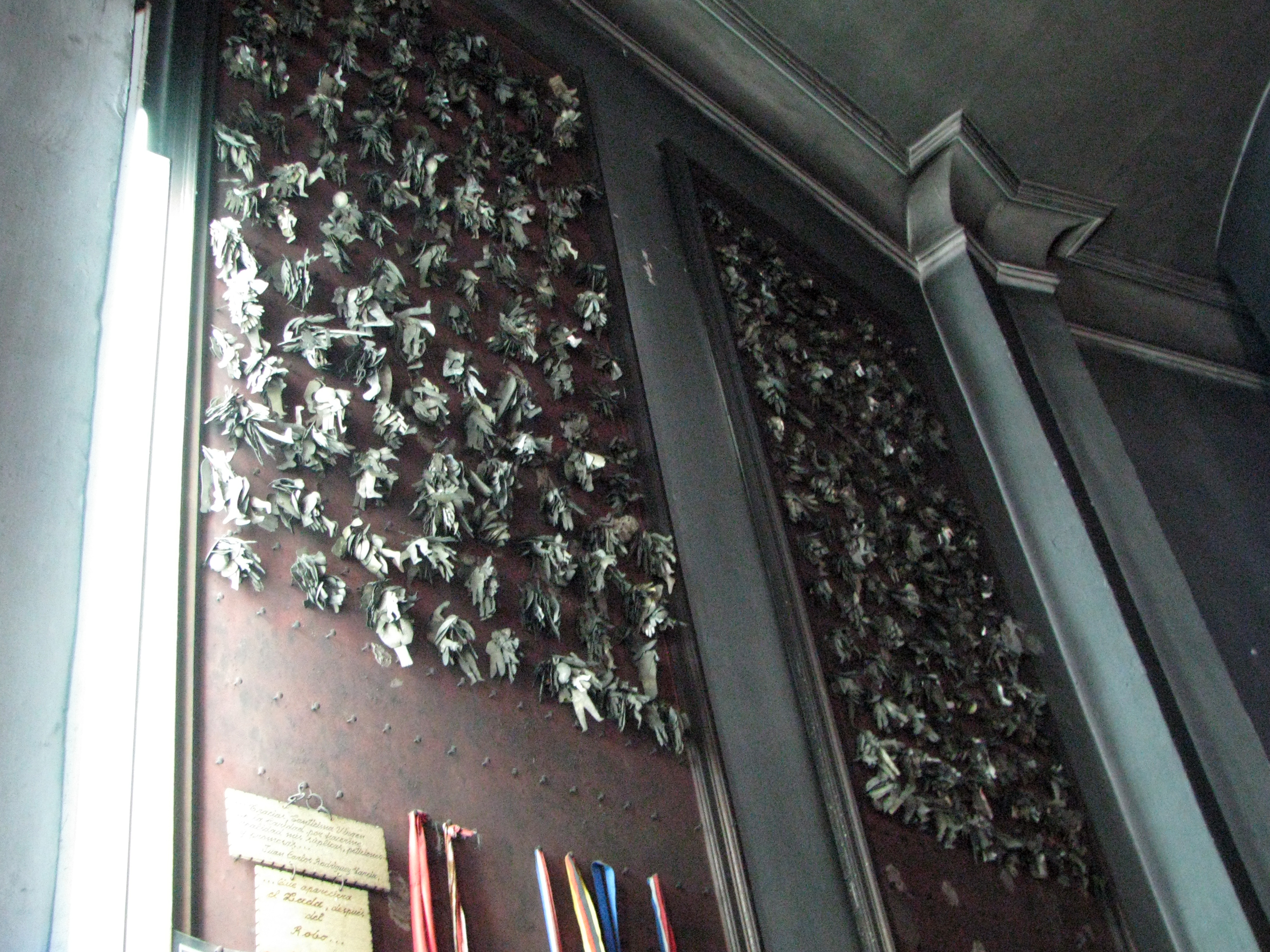
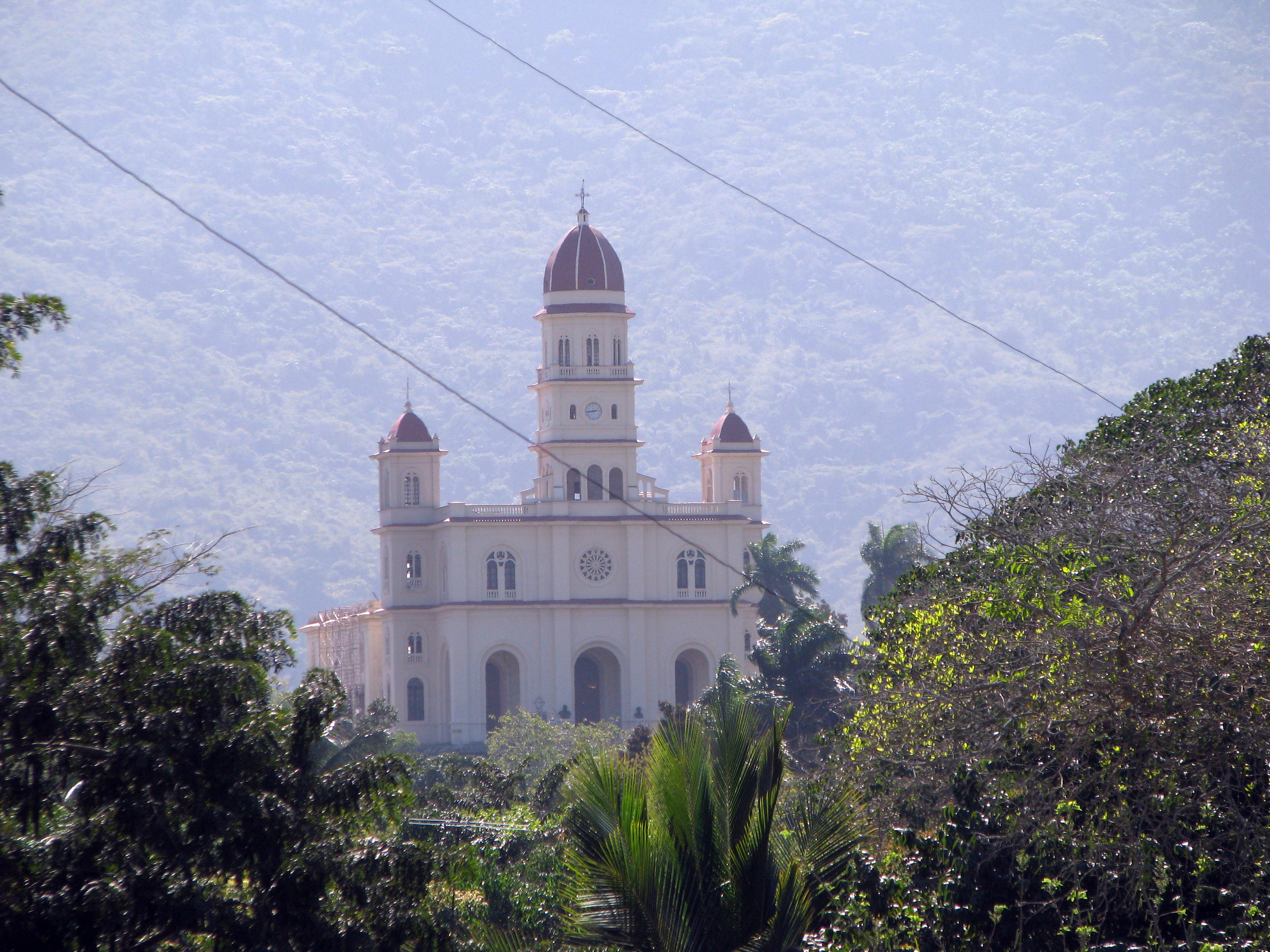
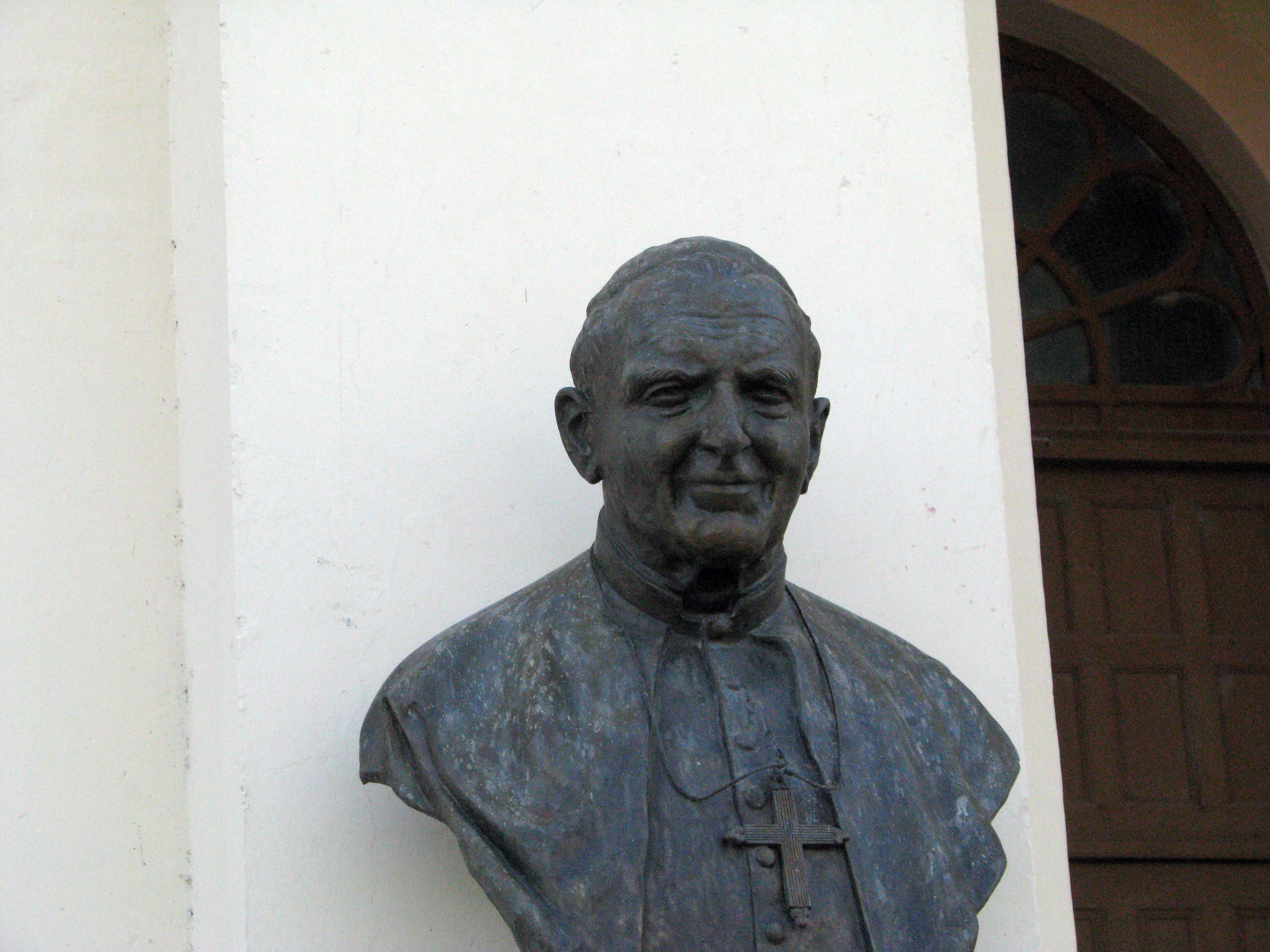